# Kittipong Wachiramanowong
Kittipong Wachiramanowong (Thai: กิตติพงษ์ วชิรมโนวงศ์; * 25. Januar 1990 in Bangkok) ist ein thailändischer Tennisspieler.

## Karriere
Kittipong Wachiramanowong war bereits auf der Juniorentour erfolgreich unterwegs und konnte erste Turniererfolge, insbesondere im Doppel, feiern. Bei den US Open schaffte er 2008 mit Peerakit Siributwong den Sprung bis ins Halbfinale, verlor jedoch knapp im Match-Tie-Break gegen die späteren Sieger Nikolaus Moser und Cedrik-Marcel Stebe. Seine beste Platzierung war ein kombinierter 19. Rang in der Weltrangliste.
Auf der Profitour spielt Kittipong hauptsächlich Turniere der drittklassigen ITF Future Tour sowie der zweitklassigen ATP Challenger Tour. Bislang konnte er auf der Future Tour vier Einzel- und neun Doppeltitel gewinnen. Auf der ATP World Tour erhielt Kittipong in 2008 in Bangkok gemeinsam mit Danai Udomchoke eine Wildcard für das Doppelfeld. Sie verloren ihr Auftaktmatch gegen das gesetzte Duo Robert Lindstedt und Philipp Petzschner deutlich in zwei Sätzen. Wesentlich erfolgreicher war sein zweiter Auftritt auf der World Tour. Er erhielt erneut für das Turnier in Bangkok eine Wildcard und konnte sich mit seinem Partner Dmitri Tursunow bis ins Halbfinale vorspielen. Dort scheiterten sie an Jonathan Erlich und Jürgen Melzer mit 4:6, 1:6. Ein Jahr später erhielt er zum dritten Mal eine Wildcard für das Turnier in Bangkok, konnte jedoch nicht an den Erfolg aus dem Vorjahr anknüpfen und verlor gemeinsam mit Udomchoke das Auftaktmatch. Im Einzel erhielt Kittipong ebenfalls dreimal (2007, 2009, 2011) eine Wildcard für das Hauptfeld konnte aber keine seiner Auftaktpartien gewinnen, in den anderen Jahren bis 2013 scheiterte er jeweils in der Qualifikation.
Seinen einzigen Titel auf der niedriger dotierten Challenger Tour gelang ihm 2016 in Bangkok. Gemeinsam mit seinem Landsmann Wishaya Trongcharoenchaikul erhielt er eine Wildcard für das Doppelfeld und konnte im Finale das topgesetzte Brüderduo Sanchai und Sonchat Ratiwatana in zwei Sätzen schlagen. Seit diesem Erfolg spielte Kittipong nur noch einmal in Bangkok auf der Challenger Tour, schied jedoch in der ersten Runde aus. Im Einzel konnte er nie mehr als ein Match in einem Hauptfeld gewinnen. Im Einzel ist seine beste Platzierung ein 457. Rang, im Doppel war er bereits gute 200 Plätze besser und stand im September 2011 auf dem 249. Rang. Aktuell wird er in der Einzelweltrangliste nicht mehr geführt und ist in der Doppelweltrangliste nicht mehr in den Top 1000 geführt.
Seit 2007 spielt Kittipong für die thailändische Davis-Cup-Mannschaft. Im Einzel konnte er zwölf seiner 29 Partien gewinnen, während er seine einzige Doppelpartie verlor.

## Erfolge
| Legende (Anzahl der Siege)  |
| Grand Slam                  |
| ATP World Tour Finals       |
| ATP World Tour Masters 1000 |
| ATP World Tour 500          |
| ATP World Tour 250          |
| ATP Challenger Tour (1)     |

### Doppel

#### Turniersiege
| Nr. | Datum             | Turnier | Belag     | Partner                     | Finalgegner                           | Ergebnis  |
| --- | ----------------- | ------- | --------- | --------------------------- | ------------------------------------- | --------- |
| 1.  | 3. September 2016 | Bangkok | Hartplatz | Wishaya Trongcharoenchaikul | Sanchai Ratiwatana Sonchat Ratiwatana | 7:69, 6:3 |